# Моран-Ольден, Фанни
Фанни Моран-Ольден (нем. Fanny Moran-Olden; 28 сентября 1855, Клоппенбург, Нижняя Саксония – 12 февраля 1905, Берлин) — немецкая оперная певица, (сопрано).

## Биография
Родилась в Великом герцогстве Ольденбург в семье тайного медицинского советника. Из уважения к своим родителям, которые были против её сценической карьеры, использовала в качестве сценического псевдонима название места своего рождения «Олден».
Училась вокалу в Дрездене, там же с успехом дебютировала. Позже отправилась во Франкфурт-на-Майне, где выступая в местной опере за следующие шесть лет превратилась в популярную певицу. В 1879 году вышла замуж за певца тенора Морана.
В 1884 году стала певицей в Лейпцигском городском театре, а с 1884 по 1891 год - солисткой в Лейпцигской опере. В конце 1889 года была приглашена в Берлинскую королевскую оперу и выступала на этой сцене с 1891 года.
В 1888 году посетила Соединенные Штаты и была отмечена там как одна из величайших сопрано в мире.
В 1897 году повторно вышла замуж за оперного певца Теодора Бертрама.

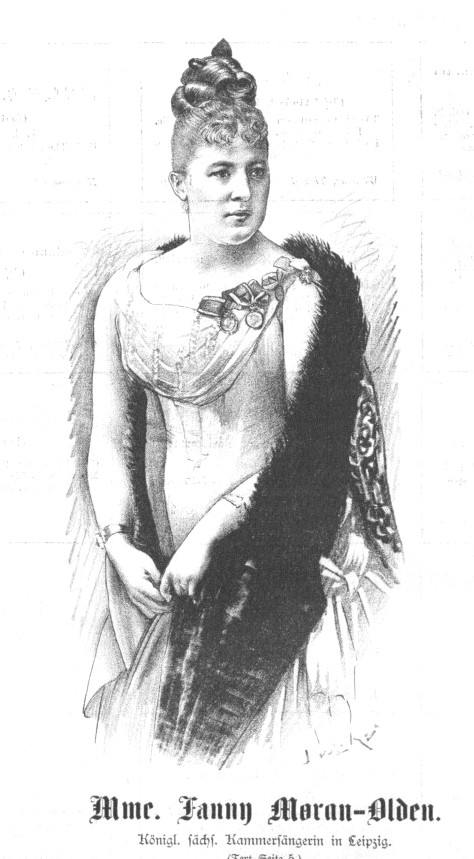

Её вокальный диапазон был настолько велик, что Фанни исполняла как партии высокого сопрано (например, Нормы, Донны Анны в "Дон Жуане", Изольды в "Тристане и Изольде"), так и глубокие альтовые партии,  такие как Фидес, Лия. 
В конце жизни страдала от психического расстройства.
Два года провела в санатории в Шёнеберг, где и умерла.

## Другие главные роли
- Фиделио,
- Елизавета в «Тангейзере»,
- Брунгильда в Кольце нибелунгов